# Királyalbatrosz

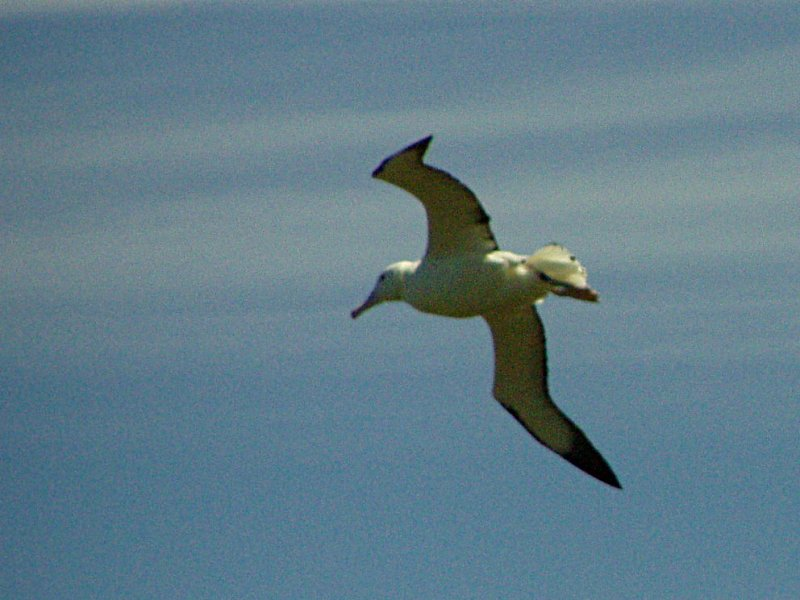
Királyalbatrosz röptében

A királyalbatrosz (Diomedea epomophora) a madarak (Aves) osztályának viharmadár-alakúak (Procellariiformes) rendjébe, ezen belül az albatroszfélék (Diomedeidae) családjába tartozó faj.

## Előfordulása
A déli féltekén fészkel a Csendes-óceán szigetein, valamint Új-Zéland Déli-szigetén. Az éppen nem fészkelő madarakkal bárhol találkozhatunk a déli tengereken.
A királyalbatrosznak, korábban, azaz 1998-ig két alfaját fogadták el: a Diomedea epomophora sanfordit és a Diomedea epomophora epomophorát. Azonban az újabb DNS-vizsgálatok alapján a Diomedea epomophora sanfordit faji szintre emelték, északi királyalbatrosz (Diomedea sanfordi) (Murphy, 1917) néven - legalábbis az ornitológusok egy része így sorolja be.

## Megjelenése
Testhossza 107–122 centiméter, szárnyfesztávolsága 270–320 centiméter, testtömege pedig 7–8 kilogramm. Tollazata fehér, csak a szárnyai feketék. Az albatrosznak nagy szárnyfelületre van szüksége testtömege hordozásához. Hosszú és keskeny szárnyával a madár kiválóan meglovagolja a felszálló légáramlatokat, és hosszan siklik a hullámok felett. A csőr kampós és erős, ideális eszköz a halak és kalmárok zsákmányolására illetve feldarabolására.

## Életmódja
Magányos, rendszerint a hullámok fölött repülve pillanthatjuk meg, és telepesen fészkel. Tápláléka halak, kalmárok és rákok. Ez az albatrosz faj akár 58 évet is élhet.

## Szaporodása
Az ivarérettséget csak 6-10 éves korban éri el. A költési szezon a déli félteke nyarán van, november és december között. A fészekbe, ami egy 75 centiméter magas építmény, 1 nagy, fehér színű tojást rak a tojó. Ezen 79 napig kotlik mindkét szülő. A fióka napokig marad egyedül, miközben a szülök táplálékot keresnek, ekkor ha veszély közeledik, a fióka a begyéből olajat köpköd a veszély felé. A fiatal madarak 33-38 hetes korban hagyják el a fészket.